# Klein Dorregeest
Klein Dorregeest is een buurtschap in de gemeenten Castricum en Uitgeest, in de Nederlandse provincie Noord-Holland.

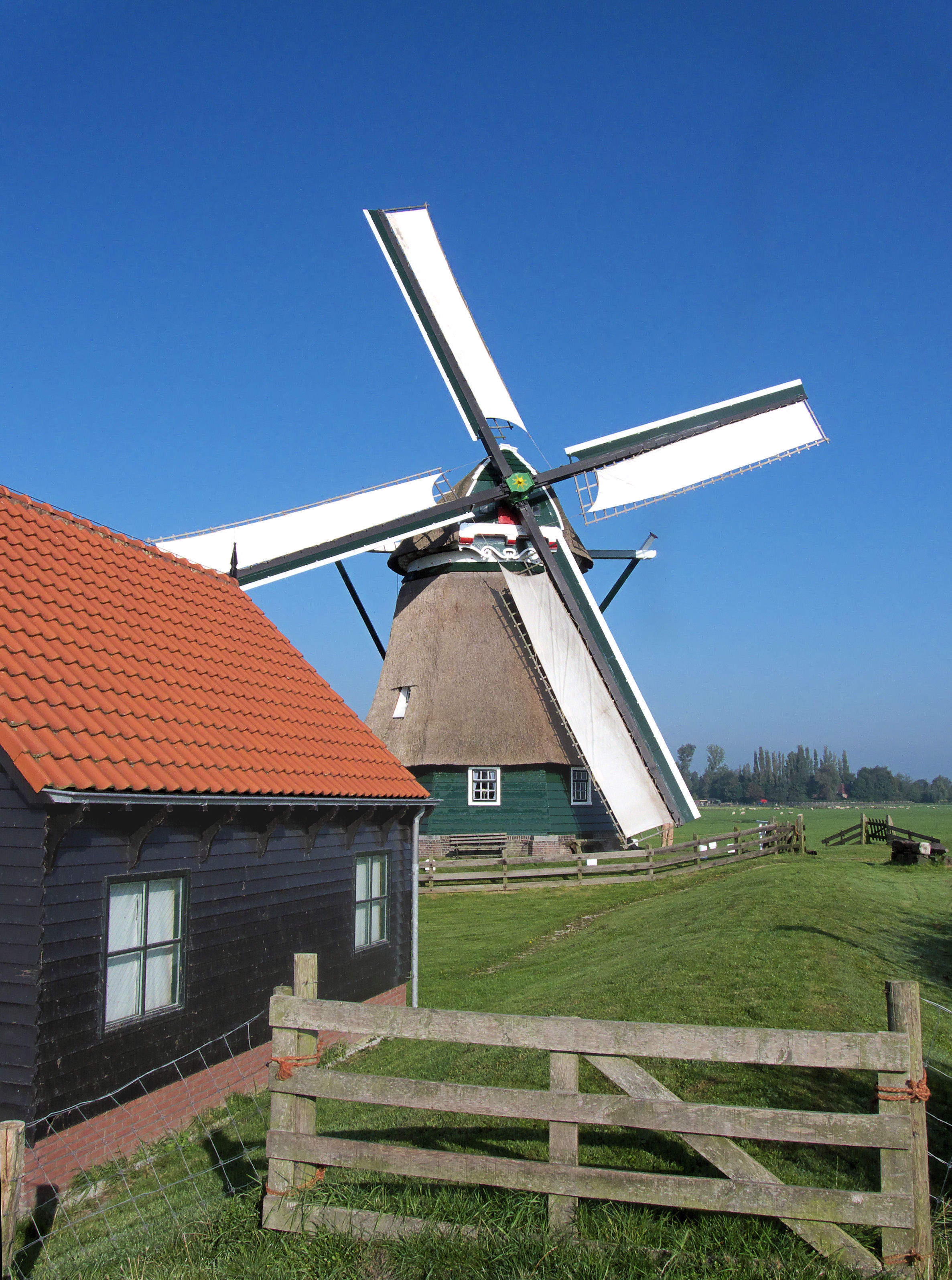
De Dorregeestermolen

Het ligt ten zuiden van het dorp Akersloot waar het voor een groot gedeelte ook onder valt. Ten westen van de buurtschap staat het Hotel Akersloot van Van der Valk. Aan de noordzijde staat het voormalige Gemaal Limmen uit 1879
Een kleiner deel van Klein Dorregeest valt onder Uitgeest. In dit deel staat de Dorregeestermolen, een poldermolen uit 1896.
Klein Dorregeest vormt samen met Groot Dorregeest het gebied de Dorregeest, waarvan een deel geldt als natuurgebied. De naam Dorregeest wordt soms ook gebruikt om beide kernen in het gebied te duiden. De twee geclusterde woonkernen van de buurtschappen liggen echter niet aaneen gelegen. De geclusterde woonkern van Klein Dorregeest ligt pal onder Akersloot.
Dorpen: Akersloot · Bakkum · Bakkum-Noord · Castricum · Castricum aan Zee · Dusseldorp · Limmen · De Woude

Buurtschappen: Boekel · Duin en Bosch · Heemstee · Klein Dorregeest (deels) · Kogerpolder (deels) · Molendijk · Noord-End · Noord-Bakkum · Oosterbuurt · Oosterzij (deels) · Schulpstet · Starting · Stierop
Noord-Holland: Steden en dorpen      Nederland: Provincies · Gemeenten
Dorpen en gehuchten: Assum · Limmerkoog · Uitgeest

Buurtschappen: Busch en Dam (deels) · Groot Dorregeest · Klein Dorregeest (deels)

Noord-Holland: Steden en dorpen in Noord-Holland      Nederland: Provincies · Gemeenten